# Bije Gassavon
Bije Gassavon är en sjö i Storumans kommun i Lappland och ingår i Umeälvens huvudavrinningsområde. Sjön har en area på 0,131 kvadratkilometer och ligger 952,8 meter över havet. Sjön avvattnas av vattendraget Gejmån (Vuole-Gassasavon).

## Delavrinningsområde
Bije Gassavon ingår i det delavrinningsområde (728017-145658) som SMHI kallar för Inloppet i Bijetjatje. Medelhöjden är 1 015 meter över havet och ytan är 17,39 kvadratkilometer. Det finns inga avrinningsområden uppströms utan avrinningsområdet är högsta punkten. Gejmån (Vuole-Gassasavon) som avvattnar avrinningsområdet har biflödesordning 2, vilket innebär att vattnet flödar genom totalt 2 vattendrag innan det når havet efter 399 kilometer. Avrinningsområdet består mestadels av kalfjäll (99 procent). Avrinningsområdet har 0,14 kvadratkilometer vattenytor vilket ger det en sjöprocent på 0,8 procent.